# Otto Fuchs KG
Otto Fuchs KG er en tysk metalvareproducent med hovedkvarter i Meinerzhagen. Deres metalvarer leveres til bilindustri, luftfartsindustri, byggebranche og maskinindustri.
Otto Fuchs grundlagde 2. maj 1910 Metall- und Armaturenwerke Meinerzhagen GmbH som et mindre messingstøberi.